# Barbara Dex

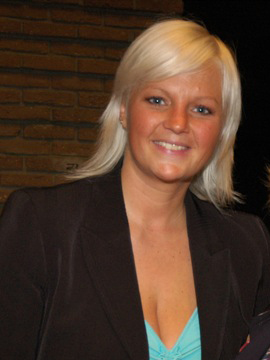
Barbara Dex.
Photo credit: Kristof Persoons.

Barbara Dex, nome verdadeiro : Barbara Deckx (Turnhout,  22 de Janeiro de 1974- )  é uma cantora belga que representou o seu país em 1993 no Festival Eurovisão da Canção 1993 interprentando o tema Iemand Als Jij (Alguém como tu). Dex foi qualificada pela vitória no Eurosong 1993, realizado no Casino de Knokke a 6 de Março. Em Millstreet (Irlanda), foi a sétima a cantar, a seguir à canção da Grécia e antes da de Malta. Dex terminou em 25º lugar e último lugar apenas com 3 pontos. A canção em si, não trouxe nada de novo para o Festival Eurovisão da Canção (não passando mais de uma balada sem história). O vestido bege feito pela cantora ficou na história da competição por ter sido considerado por um  website como o pior de sempre, levando à criação mesmo de um Prémio Barbara Dex para os cantores mais mal vestidos em cada Festival Eurovisão da Canção, desde 1997.
Barbara apesar daquela má classificação voltou à final belga, interpretando a canção   "One life" integrada no grupo Alidas, mas apenas alcançou o terceiro lugar e em 2006 fez uma nova tentativa com a canção  Crazy .

## Discografia
Apesar da má classificação no Festival Eurovisão da Canção 1993, e do mal fadado prémio pelo vestido usado, Dex não abandonou a carreira musical e gravou mesmo sete álbuns entre 1993 e 2006.

### Álbuns
- Iemand (1993), com canções cantadas em neerlandês. A partir de 1994 optou por cantar apenas em inglês:
- Waiting for a New Man (1994)
- Tender Touch (1996)
- Strong (1998)
- Timeless (2001)
- Enjoy: a taste of gospel (2003)
- Blue-eyed girl (2006)
- Barbara Dex (2011)

## Vencedores do Prémio Dex
Este Prémio nunca foi entregue a nenhum cantor, porque é apenas caricatural. Não deixa de ser curioso que alguns dos cantores premiados ficaram ou em último lugar ou obtiveram posições modestas. Há alguma relação entre a roupa e a classificação final do artista.
| Ano  | Winner                    | País      | Posição    |
| ---- | ------------------------- | --------- | ---------- |
| 1997 | Debbie Scerri             | Malta     | 9          |
| 1998 | Guildo Horn               | Alemanha  | 9          |
| 1999 | Lydia Rodríguez Fernández | Espanha   | 23- último |
| 2000 | Nathalie Sorce            | Bélgica   | 24- último |
| 2001 | Andrzej Piaseczny         | Polónia   | 18         |
| 2002 | Michalis Rakintzis        | Grécia    | 17         |
| 2003 | t.A.T.u.                  | Rússia    | 3          |
| 2004 | Sanda Ladoşi              | Roménia   | 18         |
| 2005 | Martin Vučić              | Macedónia | 17         |
| 2006 | Nonstop                   | Portugal  | 19-SF      |
| 2007 | Verka Serduchka           | Ucrânia   | 2          |
| 2008 | Gisela Lladó Cánovas      | Andorra   | 16-SF      |